# Alexander Hamilton (film)
Alexander Hamilton – amerykański film biograficzny o Alexandrze Hamiltonie z 1931, wyprodukowany i dystrybuowany przez Warner Bros. w okresie tzw. Pre-Code Hollywood, oparty na sztuce Hamilton z 1917, autorstwa George'a Arlissa i Mary Hamlin. Wyreżyserował go John G. Adolfi, zaś w tytułowej roli występuje sam Arliss. 
Film opowiada o Hamiltonie próbującym stworzyć nową strukturę finansową w USA po okresie konfederacji i po ustanowieniu konstytucji z 1787.

## Role główne
- George Arliss jako Alexander Hamilton
- Doris Kenyon jako Betsey Hamilton
- Dudley Digges jako Timothy Roberts
- June Collyer jako Maria Reynolds
- Montagu Love jako Thomas Jefferson
- Ralf Harolde jako James Reynolds
- Lionel Belmore jako Philip Schuyler
- Alan Mowbray jako George Washington
- John T. Murray jako Count Talleyrand
- Morgan Wallace jako James Monroe
- John Larkin jako Zekial
- Charles Middleton jako Townsman